# Tetragoneura lanei
Tetragoneura lanei är en tvåvingeart som beskrevs av Duret 1980. Tetragoneura lanei ingår i släktet Tetragoneura och familjen svampmyggor. Inga underarter finns listade i Catalogue of Life.